# ميلتون غونسالفيس
ميلتون غونسالفيس (بالبرتغالية: Milton Gonçalves‏) هو كاتب مسرحي وناشط وممثل برازيلي، ولد في 9 ديسمبر 1933 في البرازيل. من الجوائز التي نالها وسام الاستحقاق الثقافي ‏ سنة 2001 ووسام الاستحقاق الثقافي ‏ سنة 2018.

## أعمال

### أفلام
- (1985) قبلة المرأة العنكبوت

## جوائز
- وسام الاستحقاق الثقافي [الإنجليزية]‏ (2001)
- وسام الاستحقاق الثقافي [الإنجليزية]‏ (2018)

## وصلات خارجية
- ميلتون غونسالفيس على موقع IMDb (الإنجليزية)
- ميلتون غونسالفيس على موقع روتن توميتوز (الإنجليزية)
- ميلتون غونسالفيس على موقع ألو سيني (الفرنسية)
- ميلتون غونسالفيس على موقع أول موفي (الإنجليزية)
- ميلتون غونسالفيس على موقع قاعدة بيانات الأفلام السويدية (السويدية)
- ميلتون غونسالفيس على موقع قاعدة بيانات الفيلم (الإنجليزية)
- ميلتون غونسالفيس على موقع كينوبويسك (الروسية)